# Real Audiencia de Guatemala
La Audiencia y Cancillería Real de Santiago de Guatemala o Audiencia de los Confines de Guatemala y Nicaragua, conosciuta semplicemente come Real Audiencia de Guatemala o Real Audiencia de los Confines era la Real Audiencia più alta della Corona spagnola nel territorio del cosiddetto Regno del Guatemala, noto anche come la Capitaneria Generale del Guatemala, nelle attuali repubbliche di Guatemala, Belize, El Salvador, Honduras, Nicaragua e Costa Rica, oltre allo stato messicano di Chiapas.
Fu creata per mezzo di una regia cédula del 20 novembre 1542 per essere istituita a Santiago de los Caballeros de Guatemala, ma fu stabilita in un'altra città "su ordine del Consiglio delle Indie del 13 settembre 1543, si ordina che l'audiencia risieda nella villa di Valladolid de Comayagua" luego de ser suprimida la Real Audiencia de Panamá. , dopo la soppressione della Real Audiencia di Panama.
Inizialmente, l'audiencia era composta da quattro giudici esperti, e successivamente fu trasferita nel 1544 a Gracias a Dios, l'attuale città di Gracias (Lempira), in Honduras, che era un punto di confine delle province di Guatemala, Honduras e Nicaragua. La giurisdizione della Real Audiencia e della Capitanía General guatemalteca originariamente includeva i territori attuali di Yucatán, Tabasco, Cozumel, Chiapas, Soconusco, Guatemala, El Salvador, Honduras, Nicaragua e Costa Rica. La sua funzione era quella di conoscere tutte le cause penali nuove e pendenti, e le sue sentenze non erano appellabili. Successivamente, fu trasferita nel 1549 a Santiago de los Caballeros de Guatemala e, dopo il Terremoto di Santa Marta che distrusse tale città nel 1773, fu spostata alla Nueva Guatemala de la Asunción.
Il caso della Real Audiencia di Guatemala era molto particolare. Corrisponde a ciò che successivamente nel XVII secolo Antonio de León Pinelo definì "Audiencia Pretorial" o "Audiencia Pretoriana", che si riferiva a un'audiencia governativa la cui giurisdizione coincideva con quella di una capitanía general, definita in quel momento per ragioni geopolitiche a causa della disputa che le potenze europee avevano con la Spagna nei Caraibi. Fin dalla sua creazione nel 1543, l'audiencia guatemalteca aveva funzioni complete di amministrazione del governo e della giustizia, poiché il suo presidente era contemporaneamente capitano generale, governatore della provincia, vicepatrono reale e delegato della Hacienda Real.
A differenza delle audiencias di Guadalajara, Quito, Concepción (Cile) e Panama, che nel XVI secolo erano audiencias subordinate al Vicereame della Nuova Spagna e del Vicereame del Perù, rispettivamente, l'Audiencia di Guatemala non dipendeva da nessun'altra audiencia, ma direttamente dal Consiglio delle Indie, essendo la prima audiencia pretoriana in territorio americano. Ciò spiega, ad esempio, l'assenza di documentazione dell'Audiencia di Guatemala negli archivi messicani.